# 앰버 몬태나
앰버 몬태나(Amber Montana, 1998년 12월 2일 ~ )는 미국의 배우이다.